# 吉多·韦斯特韦勒

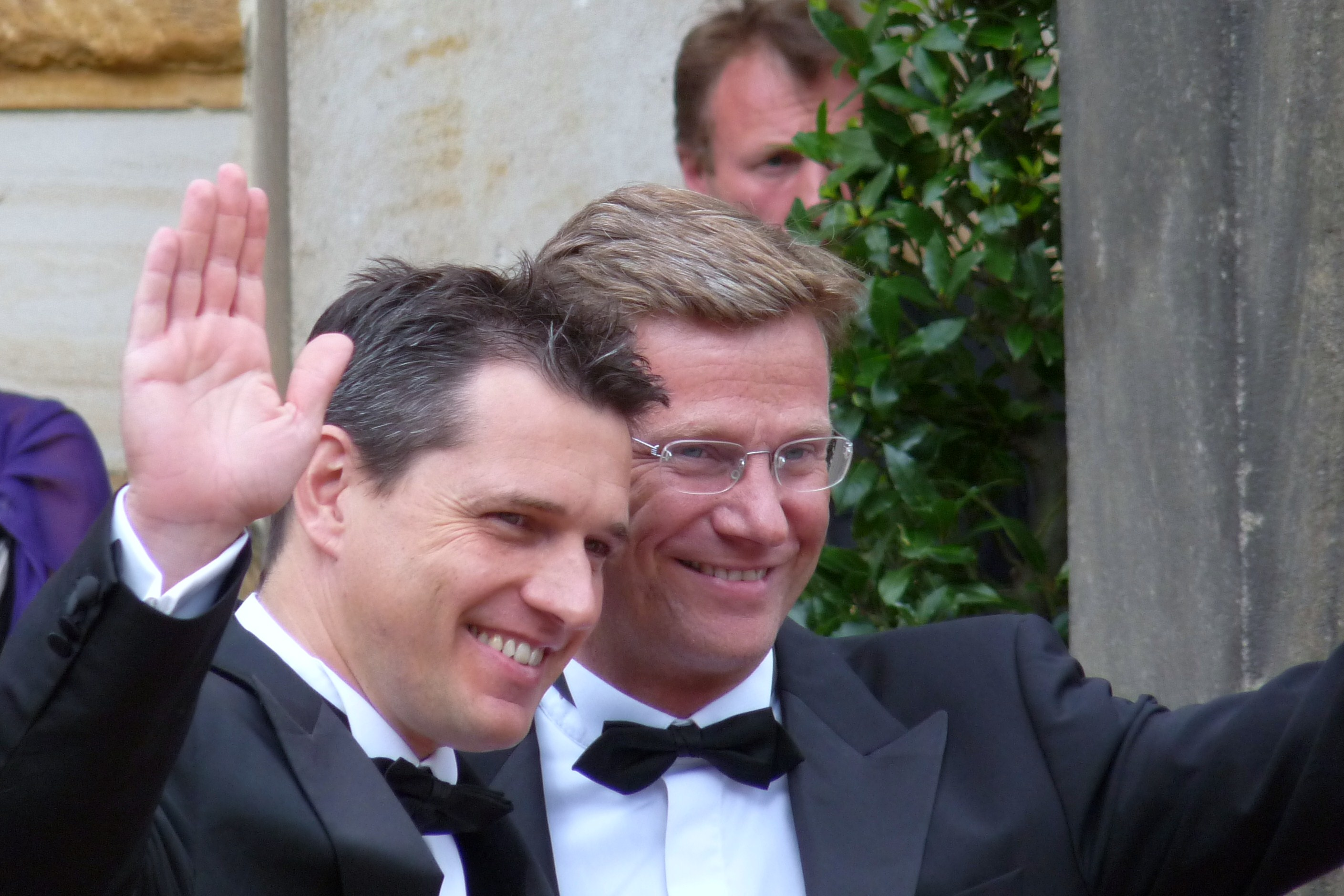
吉多·韦斯特韦勒和他的爱人米夏埃尔·姆龙茨

吉多·韦斯特韦勒（發音：[ˈɡiːdo ˈvɛstɐˌvɛlə]；1961年12月27日—2016年3月18日），德国前副總理、外交部長，德国自由民主党主席，出生于德国北威州巴特洪内夫。

## 生平
1961年12月27日，韦斯特韦勒出生于波恩附近的巴特洪内夫镇。1980年高中毕业后在波恩大学法律系读书，1987年通过国家法律考试。1991年在波恩任见习律师，1994年获得哈根函授大学法学博士学位，同时也是韩国首尔汉阳大学名誉博士。

## 政治生涯
1980年加入德国自由民主党，1988年担任该党执行委员会委员，1994年到2001年任该党总秘书，1996年当选德国众议院议员，2001年接替沃尔夫冈·格哈特（Wolfgang Gerhardt），任该党主席。
2009年德国聯邦议院选舉，他领导的德国自由民主党获得14.5%的选票，與德國基督教民主聯盟組成右派聯合政府。1994年到2001年任德國自由民主黨的總秘書，2001年到2011年為德国自由民主党主席。2006年到2009年為自民黨聯邦議會黨團（Bundesfraktion）的主席及德國聯邦議會反對派領導人，2009年10月28日，他成為梅克爾第二任內閣的德國外交部部長。直到2011年5月，他一直是梅克爾的副手，任德國副總理。2013年12月大選失敗后，韦斯特韦勒卸任外交部长职务。
2014年，他不幸身患白血病，宣布退出政坛。2016年3月18日，韦斯特韦勒在科隆去世，终年55岁。安格拉·默克尔在悼词中评价韦斯特韦勒是“全心全意争取和平和人权的外长，同时也是联邦议会最杰出的演说家之一。他的离去让我深感悲恸，我的心此刻与他的家人同在。今天对于德国的自由主义运动、德国政坛和她本人都是真正悲痛的一天。施泰因迈尔称他“是一位有血有肉的政治家，从不在艰难险阻面前退缩，而是坚定地捍卫自己的信念，他的离去令德国失去了在一代人时间里塑造我们国家面貌的人物。”

## 私人生活
韦斯特韦勒居波恩與柏林，是萊茵蘭福音教派（Evangelischen Kirche im Rheinland）成員。2010年9月17日起，他開始與CHIO亞琛經理米夏埃尔·姆龙茨成為已登記的生活伴侶關係。2004年，他在參加梅克爾50歲生日派對時，偕同自己的伴侶姆龙茨一起出席，因此算是低調地出櫃，引起德國政壇注意。2009年大選後，他在聯合政府內擔任外交部部長，也成為歐洲第一位同性戀外交部長。2010年，他與伴侶舉行民事結合。

## 外部連結
| 政府职务                        | 政府职务                                      | 政府职务                        |
| ------------------------------- | --------------------------------------------- | ------------------------------- |
| 前任： 弗兰克-瓦尔特·施泰因迈尔 | 德國外交部部長 2009年10月27日－2013年12月17日 | 繼任： 弗兰克-瓦尔特·施泰因迈尔 |
| 前任： 弗兰克-瓦尔特·施泰因迈尔 | 德国联邦副总理 2009年10月28日－2011年5月16日  | 繼任： 菲利普·勒斯勒尔          |